# Друкер, Томаш
Томаш Друкер (словац. Tomáš Drucker; 20 июля 1978, Братислава, ЧССР) — словацкий политический и государственный деятель. Министр образования, науки, исследований и спорта Словакии с 25 октября 2023 года. В прошлом — министр внутренних дел Словакии (2018), министр здравоохранения Словакии (2016—2018).

## Биография
Изучал право в Трнавском университете, затем — информатику и автоматизацию промышленности в Словацком техническом университете в Братиславе. Работал программистом, руководителем отдела мультимедиа и мультимедийных проектов и, наконец, руководителем отдела качества программного обеспечения и членом управления компании Gratex International, на руководящих должностях.
В 2012 году стал генеральным директором Словацкой почты. Член партии «Курс — социальная демократия».
В марте 2016 года занял пост министра здравоохранения Словацкой Республики. Боролся с фактами коррупции в сфере здравоохранения. Сосредоточился на цифровизации словацкой медицинской системы, запустил внедрение электронной системы здравоохранения eHealth. Изменил операционную систему отделений неотложной помощи и ввёл новую систему классификации лекарств. За время пребывания в должности значительно сократил расходы на здравоохранение республики.
22 марта 2018 года назначен министром внутренних дел Словакии с поручением восстановить доверие к МВД. 17 апреля 2018 года ушёл в отставку после отказа уволить главнокомандующего словацкой полиции, чего требовали протестующие после убийства журналиста Яна Куцяка. 
В августе 2019 года возглавил политическое движение под названием «Хороший выбор» («Dobrá voľba»). Новая партия на национальных выборах преодолела порог в 3%, что давало право на государственное финансирование, но в парламент не прошла. В 2022 году Друкер ушел с поста лидера партии, чтобы сосредоточиться на получении степени магистра наук в области лидерства и стратегии в Лондоне, а сама она влилась в партию «Голос — социальная демократия». 
25 октября 2023 года назначен министром образования, науки, исследований и спорта Словакии в правительстве под руководством премьер-министра Роберта Фицо («Направление — социальная демократия»). Осенью 2024 года Друкер представил пакет реформ под названием «Бархатная революция в образовании», включавший передачу финансирования детских садов от муниципалитетов государству, внедрение новой системы непрерывного обучения, запрет мобильных телефонов в начальных школах, преобразования в областях десегрегации, психического здоровья, образования для иностранцев, дебюрократизации и оптимизации средней школы. Реформы получили поддержку как правящей коалиции, так и оппозиции. 